# Расинг (футбольный клуб, Аруба)
«Расинг» (Sport Vereniging Racing Club Aruba) — футбольный клуб из Арубы, в настоящее время играющий в первом дивизионе чемпионата Арубы по футболу. Команда является самой титулованной командой в арубском футболе выиграв чемпионат Арубы 35 раз и является одной из двух арубских команд, выигравших чемпионат Нидерландских Антильских островов.

## История
Клуб был основан 15 февраля 1934 года в Ораньестаде. Изначально кроме футбола в ассоциации также была свои команды по баскетболу, софтболу, лёгкой атлетике, теннису и даже собственный хор. Четыре года спустя команда утверждает свое полноценное название - Racing Club. C 1938 по 1944 год команда проводит свой самый успешный период в истории - каждый год был взят кубок в чемпионате Арубы по футболу. В 1948 году были взяты в Кубке Вильгельма и Юбилейном кубке Вильгельма, а в 1950 была взят трофей AVB. В 1965 году была одержана победа в Чемпионате Нидерландских Антильских Островов. Это была первая победа одержанная арубским клубом в чемпионате. Также клубом четырежды были одержаны победы в Кубке Бетик Крус в 2012, 2016, 2020 и 2021 году что делает его самым титулованным клубом арубского острова.

## Состав команды
| — | Флаг Колумбии    | Вр  | Давид Маэстре   | — |  |  |  |  |
| — | Флаг Арубы       | Вр  | Долфи Бенита    | — |  |  |  |  |
|   |                  |     |                 |   |  |  |  |  |
| — | Флаг Арубы       | Защ | Хуан Вальдес    | — |  |  |  |  |
| — | Флаг Арубы       | Защ | Хесус Паеш      | — |  |  |  |  |
| — | Флаг Арубы       | Защ | Мишель Мур      | — |  |  |  |  |
| — | Флаг Нидерландов | Защ | Патрисио Патрик | — |  |  |  |  |
| — | Флаг Нидерландов | Защ | Дуайт Олерс     | — |  |  |  |  |
|   |                  |     |                 |   |  |  |  |  |
| — | Флаг Арубы       | ПЗ  | Эль Апарисио    | — |  |  |  |  |

| — | Флаг Арубы      | ПЗ  | Бойз Апарисио     | — |  |  |  |  |
| — | Флаг Арубы      | ПЗ  | Эрик Сантос       | — |  |  |  |  |
| — | Флаг Колумбии   | ПЗ  | Стивен Мельчор    | — |  |  |  |  |
| — | Флаг Арубы      | ПЗ  | Джонатан Верлеман | — |  |  |  |  |
| — | Флаг Арубы      | ПЗ  | Омар Тромп        | — |  |  |  |  |
| — | Флаг Арубы      | ПЗ  | Раймонд Пеппер    | — |  |  |  |  |
|   |                 |     |                   |   |  |  |  |  |
| — | Флаг Коста-Рики | Нап | Рональд Гомес     | — |  |  |  |  |
| — | Флаг Арубы      | Нап | Хуанчо Сантос     | — |  |  |  |  |
| — | Флаг Арубы      | Нап | Дуайт Хименес     | — |  |  |  |  |

## Достижения
«Чемпионат Арубы»
- Обладатель Титула: 1938, 1939, 1940, 1941, 1942, 1944, 1946, 1947, 1948, 1950, 1951, 1952, 1954, 1956, 1957, 1958, 1959, 1960, 1964, 1967, 1978, 1986, 1987, 1991 г. , 1994, 2002, 2008, 2011, 2012, 2015, 2016, 2019, 2020, 2021 (35):[6]

«Чемпионат Нидерландских Антильских островов»
- Победитель: 1965 (1)

«Лига чемпионов КОНКАКАФ»
Трижды принимала участие в лиге чемпионов, но ни разу не выходила дальше первой стадии участия одержав две победы при четырёх поражениях.
«Кубок Юлианы Бекер»
- 1956, 1959, 1961, 1966 (4)

«Кубок Вильгельма»
- 1948 (1)

«Юбилейный кубок Вильгельма»
- 1948 (1)

«Трофей AVB»
- 1950 (1)

«Кубок Бетико Крус»
- 2012 (1)